# Новиков, Спиридон Данилович
Спиридон Данилович Новиков (1910—1980) — участник Великой Отечественной войны, Герой Советского Союза (1944).

## Биография
Родился 12 января 1910 года в селе Семибалки области Войска Донского, ныне Азовского района Ростовской области, в семье крестьянина. Русский.
Образование начальное. Работал на Семибалковской машинно-тракторной станции.
В Красной Армии с 1941 года. На фронте в Великую Отечественную войну с июня 1941 года. Командир отделения 350-го инженерного батальона (6-я армия, Юго-Западный фронт) сержант С. Д. Новиков во время переправы 27 сентября 1943 года через Днепр стрелковых частей в районе хутора Диброва (ныне село Днепропетровской области) командовал расчётом лодки, переправляя десант на правый берег реки. При подходе к берегу две лодки были повреждены и начали тонуть. Новиков пришёл на помощь и спас бойцов.
Войну закончил в Берлине. Член КПСС с 1945 года. С 1945 года в запасе в звании младшего лейтенанта.
Вернувшись в Азов, жил в этом городе и работал на заводе кузнечно-прессового оборудования (позже ПО «КПО»).
Умер 2 мая 1980 года, похоронен в Азове.

## Память
- На заводе кузнечно-прессового оборудования, где до 1980 года работал Герой, установлена мемориальная доска.
- В 1983 году завод учредил переходящий приз имени Героя Советского Союза С. Д. Новикова.
- В 2005 году на доме по Петровскому бульвару 49, где жил Новиков, установлена мемориальная доска[1], на которой указано: «В этом доме с 1965 по 1980 год проживал активный участник Великой Отечественной войны Герой Советского Союза Спиридон Данилович Новиков (1910—1980)».

## Награды
- Медаль «Золотая Звезда» Героя Советского Союза (12.03.1944).
- ордена Ленина, Красной Звезды (8.10.1943)[2]
- медаль «За отвагу» (28.10.1942)[3]